# Communauté de montagne des vals de Nure et de l'Arda
La Communauté de montagne des vals de  Nure et de l'Arda (Comunità Montana valli del Nure e dell'Arda) est un territoire italien regroupant sept communes de montagnes en province de Plaisance.
- Les trois communes en val de Nure :
  - Bettola
  - Farini
  - Ferriere
- Les quatre en val d'Arda :
  - Gropparello
  - Lugagnano Val d'Arda
  - Morfasso
  - Vernasca

Créée en 1993, son siège est à Bettola, au 6 piazza C. Colombo.

## Sources
- (it) Cet article est partiellement ou en totalité issu de l’article de Wikipédia en italien intitulé « Comunità montana valli del Nure e dell'Arda » (voir la liste des auteurs).